# Малаховский, Ким Владимирович
Ким Владимирович Малаховский (27 января 1925, Москва, СССР — 7 сентября 1999, Москва, Российская Федерация) — советский и российский историк, доктор исторических наук, профессор, сотрудник отдела Австралии Института востоковедения, писатель.

## Биография
Родился 27 января 1925 года в Москве в семье историка и партийного работника Владимира Филипповича Малаховского и кандидата исторических наук Розалии Ильиничны Голубевой (1900—1990), старшего научного сотрудника секретариата главной редакции «Истории гражданской войны» и группы летописи Комиссии по истории Великой Отечественной войны (1942—1945 гг.). Брат — Лев Владимирович Малаховский (1921—2003), доктор филологических наук, специалист по лексикологии английского языка.
Во время Великой Отечественной войны находился с матерью в эвакуации в Красноуфимске. В 1943—1944 годах — курсант Пехотного училища имени Верховного Совета РСФСР, после окончания училища направлен на фронт. Воевал на Первом Белорусском фронте в качестве командира стрелкового взвода. После ранения демобилизован.
В 1944—1949 годах — студент юридического факультета МГУ, после окончания университета получил квалификацию «юрист-международник». В 1949—1961 годах — сотрудник Министерства внешней торговли СССР. В 1961 году перешёл на научную работу в Институт востоковедения АН СССР, в котором проработал по 1998 год. Работал в качестве научного сотрудника, затем был назначен на должность заведующего сектором Тихоокеанских проблем, в 1971—1978 годах исполнял обязанности заместителя директора института, в 1964—1970 годах — учёный секретарь.
С 1970 по 1998 год (по совместительству) профессор кафедры всеобщей истории Университета дружбы народов имени Патриса Лумумбы.
Умер в Москве 7 сентября 1999 года.

## Учёные труды
В 1963 году защитил кандидатскую диссертацию «Система опеки — разновидность колониализма». Специальность 07.00.03 — Всеобщая история.

В 1967 году защитил докторскую диссертацию (по монографии) «Борьба империалистических держав за тихоокеанские острова». Специальность 07.00.03 — Всеобщая история.

Решением ВАК от 18 марта 1967 года присуждена степень доктора исторических наук.

Решением ВАК от 4 ноября 1970 года утверждён в звании профессора по кафедре всеобщей истории.

К. В. Малаховский специализировался в области изучения истории народов Австралии и Океании, истории Великих географических открытий и мореплавания, колониальной истории региона. Многократно посещал Австралию и острова Океании.

Опубликовал более 200 научных работ.

## Награды
- Орден Красного Знамени
- 4 медали.

## Основные работы
- Малаховский К. В. Австралия: Время перемен?. — М.: Наука, 1988. — 200 с.
- Малаховский К. В. Австралия и Азия. — М.: Наука, 1969.
- Малаховский К. В. Австралия после второй мировой войны. — М.: Знание, 1969.
- Малаховский К. В. Борьба империалистических держав за Тихоокеанские острова. — М.: Наука, 1966. — 369 с.
- Малаховский К. В. Британия Южных морей. — М.: Наука, 1973. — 168 с.
- Малаховский К. В. Будни пятого континента. — М.: Наука, 1975. — 232 с.
- Малаховский К. В. В новом Альбионе: О путешествии мореплавателя XVIII в. капитана Д. Ванкувера. — М.: Наука, 1990. — 120, [8] с. — (Рассказы о странах Востока). — 30 000 экз. — ISBN 5-02-016901-3.
- Малаховский К. В. В поисках Южной Земли. — М.: Наука, 1983. — 102 с.
- Малаховский К. В. История Австралии. — М.: Наука, 1980. — 400 с.
- Малаховский К. В. История Австралийского Союза. — М.: Наука, 1971. — 372 с.
- Малаховский К. В. История колониализма в Океании. — М.: Наука, 1979. — 560 с.
- Малаховский К. В. История Новой Зеландии. — М.: Наука, 1981. — 240 с.
- Малаховский К. В. История островов Кука. — М.: Наука, 1978. — 72 с.
- Малаховский К. В. Колониализм в Океании. — М.: Наука, 1964.
- Малаховский К. В. Колониальная политика кайзеровской Германии в Океании. Колониализм. История и современность. — М., 1968.
- Малаховский К. В. Кругосветный бег «Золотой лани». — М.: Наука, 1980. — 168 с. Отрывок 1, Отрывок 2.
- Малаховский К. В. Любовь и долг: История жизни капитана Мэтью Флиндерса. — М.: Наука. Главная редакция восточной литературы, 1985. — 112 с. — (Рассказы о странах Востока). — 40 000 экз.
- Малаховский К. В. Новь Великого океана. — М.: Наука, 1991. — 196 с.
- Малаховский К. В. Остров, открытый Магелланом (Гуам). — М.: Наука, 1975. — 128 с.
- Малаховский К. В. Остров райских птиц: История Папуа-Новой Гвинеи. — М.: Наука, 1976. — 192 с. — 94 000 экз.
- Малаховский К. В. Пираты британской короны Фрэнсис Дрейк и Уильям Дампир. — М.: Ломоносовъ, 2010. — 296 с. — ISBN 978-5-91678-072-7.
- Малаховский К. В. Под Южным крестом. — М.: Наука, 1974. — 176 с.
- Малаховский К. В. Последняя подопечная: (История Микронезии). — М.: Наука, 1977. — 144, [4] с. — (Страны и народы). — 33 500 экз.
- Малаховский К. В. Пять капитанов. — М.: Наука, 1986. — 425 с. — 40 000 экз.
- Малаховский К. В. Система опеки — разновидность колониализма. — М.: Наука, 1963. — 144 с.
- Малаховский К. В. Соломоновы острова. — М.: Наука, 1978. — 96 с.
- Малаховский К. В. Трижды вокруг света / Отв. ред. А. М. Хазанов. — М.: Наука, 1982. — 96 с. — (Страны и народы). — 200 000 экз.
- Малаховский К. В. Трижды открытая земля. — М.: Наука, 1967.

Коллективные монографии
- Австралия и Океания. Антарктида. Из серии «Страны и народы». Москва, изд-во «Мысль», 1981. (коллективная монография)
- Колониальная политика империалистических держав в Океании. Москва, изд-во «Наука», 1965. (коллективная монография)
- Независимые государства Океании. Москва, изд-во «Наука», 1984. (коллективная монография)
- Океания: Справочник. Москва, изд-во «Наука», изд.1, 1971. (коллективная монография)
- Океания: Справочник. Москва, изд-во «Наука», изд.2, 1982, 381 с. (коллективная монография)

- Андреева В. М., Малаховский К. В., Петриковская А. С. Новая Зеландия. — М.: Наука, 1974. — 304 с.
- Андреева В. М., Малаховский К. В., Петриковская А. С. Современная Австралия: Справочник. — М.: Наука, 1976. — 448 с.

Статьи
- Малаховский К. В. О состоянии и задачах советского востоковедения // «Вопросы истории», 1963, № 8.
- Малаховский К. В. Участие русских революционеров в рабочем движении Австралии // Идеи социализма и рабочее движение в Австралии. Москва, 1981, стр. 67-85.
- Malakhovsky K.V. Problems of strengthening peace and cooperation in Asia and the Pacific basin. Moscow, «Nauka», 1975. (Reports 14). 13th Pacific Science Congress. Canada, 1975.
- Malakhovsky K.V. Soviet studies of the Pacific between the 12th and 13th congress of the Pacific science association. Moscow, «Nauka», 1975. (Reports 13). 13th Pacific Science Congress. Canada, 1975.